# Sri-lankische Netball-Nationalmannschaft
Die sri-lankische Netball-Nationalmannschaft (englisch Sri Lanka national netball team) vertritt Sri Lanka im Netball auf internationaler Ebene.

## Geschichte
Netball wurde in Ceylon erstmals im Jahr 1921 von der Ceylon Girl Guide Company an der Kandy High School gespielt. Das erste Spiel zwischen verschiedenen Schulen fand im Februar 1925 in Colombo statt. Das erste Nationalspiel Ceylons fand im Jahr 1956 statt, als Australien auf einer Tour nach England Zwischenstation auf der Insel machte. Nachdem 1960 der Weltverband INF in Colombo gegründet worden war, nahm Ceylon bei der ersten Netball-Weltmeisterschaft 1963 in England teil und erreichte dabei, nachdem es sich gegen den Gastgeber, Wales und Nordirland durchsetzen konnte, den neunten Platz. In den folgenden Jahren nahm das Team nicht am Turnier teil. 1972 wurde der nationale Verband, die Netball Federation of Sri Lanka, gegründet. Erst bei der Netball-Weltmeisterschaft 1983 war das Team wieder bei der Weltmeisterschaft vertreten, belegte jedoch den vierzehnten und damit letzten Platz. Vier Jahre später in Schottland belegte man, nachdem man gegen Malaysia gewann, den vorletzten Platz. Bei den folgenden Ausgaben konnte man sich jeweils auf diesem Niveau halten, auch wenn die Anzahl der Teams zunahm. Bei den Asian Netball Championships, die ab 1985 ausgetragen wurden, war man von Beginn an auf den vordersten Plätzen vertreten. So konnte man die zweite Ausgabe 1989 für sich entscheiden. Bei der Netball-Weltmeisterschaft 1999 rutschte das Team bis auf den 21. Platz ab. Bei den ersten beiden Ausgaben von Netball bei den Commonwealth Games (1998 und 2002) belegte Sri Lanka jeweils den letzten Platz. Für die Ausgabe 2007 verpasste Sri Lanka die Qualifikation und war damit nicht beim Endturnier vertreten. Seitdem erzielte man bei den Weltmeisterschaften wieder Plätze im Mittelfeld. So erreichte Sri Lanka 2011 den vierzehnten, 2015 den sechzehnten und 2019 den fünfzehnten Platz. Bei den Asian Netball Championships 2022 gelang der sechste Gewinn bei diesem Wettbewerb und damit die Qualifikation für die Netball-Weltmeisterschaft 2023.

## Internationale Turniere

### Commonwealth Games
- 1998: Vorrunde
- 2002: Vorrunde
- 2006: nicht qualifiziert
- 2010: nicht qualifiziert
- 2014: nicht qualifiziert
- 2018: nicht qualifiziert
- 2022: nicht qualifiziert

### Netball-Weltmeisterschaft
- 1963: 9. Platz
- 1967: nicht teilgenommen
- 1971: nicht teilgenommen
- 1975: nicht teilgenommen
- 1979: nicht teilgenommen
- 1983: 14. Platz
- 1987: 16. Platz
- 1991: 15. Platz
- 1995: 19. Platz
- 1999: 21. Platz
- 2003: 18. Platz
- 2007: nicht qualifiziert
- 2011: 14. Platz
- 2015: 16. Platz
- 2019: 15. Platz
- 2023: qualifiziert